# Mijazmatska teorija
Mijazmatska teorija prijenosa bolesti držala je da su bolesti poput kolere, klamidije ili Crne smrti bile uzrokovane mijazmom (starogrč. μίασμα: skrnavljenje, onečišćenje), štetnim oblikom "loša zraka". Teorija je držala da je izvor ovih epidemijskih bolesti bio mijazam koji emanira iz kvarne organske tvari. Mijazam je bio smatran otrovnom parom ili maglom koju su ispunjale čestice raspadnute tvari (mijazmi) koje uzrokuju bolesti. S mijazmatske su pozicije bolesti bile proizvod okolišnih faktora poput kontaminirane vode, prljava zraka i slabih higijenskih uvjeta. Takva se infekcija nije prenosila među pojedincima, već je pogađala one pojedince koji su boravili na onom prostoru na kojem su nastale takve pare. Ona se mogla identificirati po svojem lošem zadahu.
Ovo je bila prevladavajuća teorija prijenosa bolesti prije nego što ju je u 19. stoljeću nadomjestila germinativna teorija bolesti.